# 324P/La Sagra
324P/La Sagra, komet Enckeove vrste